# Mitar Peković
Mitar Peković (ur. 28 września 1981 r. w Bačkiej Topoli) – czarnogórski piłkarz, grający na pozycji obrońcy.
Występował w Zeta Golubovci, a następnie trafił do Wisły Płock. Rozegrał 39 meczów w ekstraklasie strzelając w nich dwie bramki. Jego debiut w I lidze nastąpił w dniu 19 marca 2005 roku w meczu pomiędzy Wisłą Płock a Lechem Poznań, wygranym przez drużynę z Płocka 2:1. W 2007 roku odszedł do FK Čukarički Stankom, a od lata 2008 do 2010 był graczem Vojvodiny Nowy Sad. Następnie grał w takich klubach jak: Budućnost Podgorica, Vendsyssel FF, FK Sloboda Užice i FK Bežanija.